# Il faut qu'on se parle
Pour plus de détails, voir Fiche technique et Distribution.
Il faut qu'on se parle (titre original : Dobbiamo parlare) prononcé : [dobˈbjaːmo parˈlaːre][dobˈbjaːmo parˈlaːre]) est une  comédie dramatique écrite, réalisée et interprétée par Sergio Rubini sortie en 2015. Le film est tiré de sa pièce de théâtre Provando... Dobbiamo parlare. 
Le film a été présenté en 2015 au Rome Film Festival,.

## Synopsis
Vanni et Linda sont fiancés depuis dix ans, vivant ensemble au centre de Rome. Vanni est écrivain, elle est son nègre. Leurs meilleurs amis sont Costanza et Alfredo, elle est dermatologue et lui chirurgien cardiaque amoureux de son travail. Ils sont mariés, n'ont pas d'enfants et gèrent leur mariage comme une entreprise.
Constanza découvre que son mari a une maîtresse, et dans une crise de panique, fait irruption dans la maison de Vanni et Linda. C'est le début de la nuit la plus longue pour les quatre protagonistes qui, par des querelles, des plaisanteries, des rires et des aveux de culpabilité, mettront en péril leurs amours et leurs amitiés.

## Fiche technique
- Titre : Il faut qu'on se parle
- Titre original : Dobbiamo parlare
- Réalisation : Sergio Rubini
- Scénario : Carla Cavalluzzi, Diego De Silva, Sergio Rubini
- Photographie : Vincenzo Carpineta
- Montage : Giogiò Franchini
- Musique : Michele Fazio
- Décors : Luca Gobbi
- Effets spéciaux : Corrado Rizzo
- Costumes : Patrizia Chericoni
- Producteur : Carlo Degli Esposti, Marco Balsamo, Marco Camilli
- Producteur exécutif : Guido Simonetti
- Sociétés de production : Palomar, Nuovo Teatro, Rai Cinema
- Distribution (Italie) : Cinema
- Pays de production :  Italie
- Langue : italien
- Format : couleur — 35 mm — 2,35:1 — Son :
- Genre : comédie dramatique
- Durée : 101 minutes
- Date de sortie : 
  - Italie : 19 novembre 2015

## Distribution
- Sergio Rubini : Vanni
- Isabella Ragonese : Linda
- Fabrizio Bentivoglio : Alfredo
- Maria Pia Calzone : Costanza